# Svenska folkdräkter

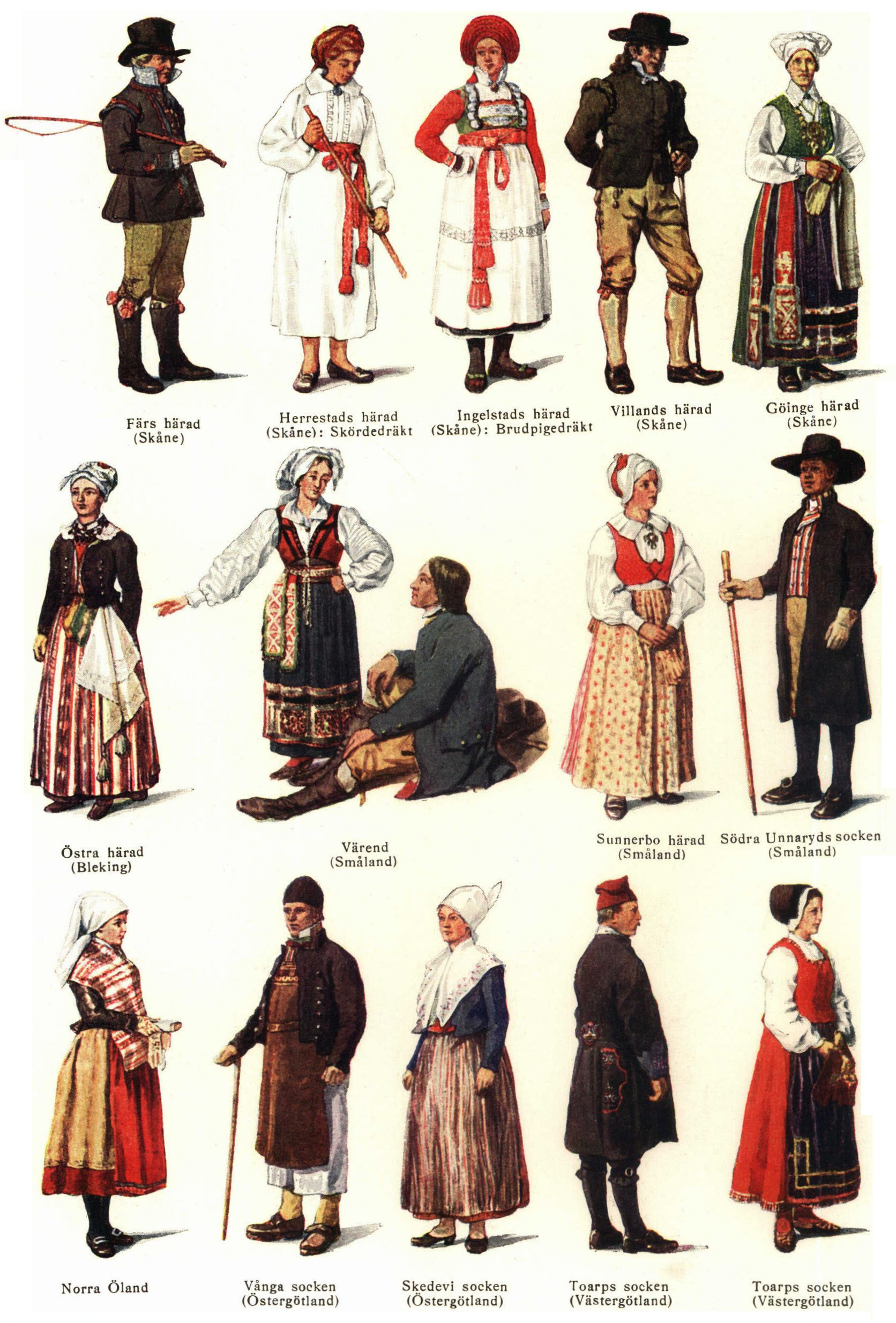
Svenska folkdräkter

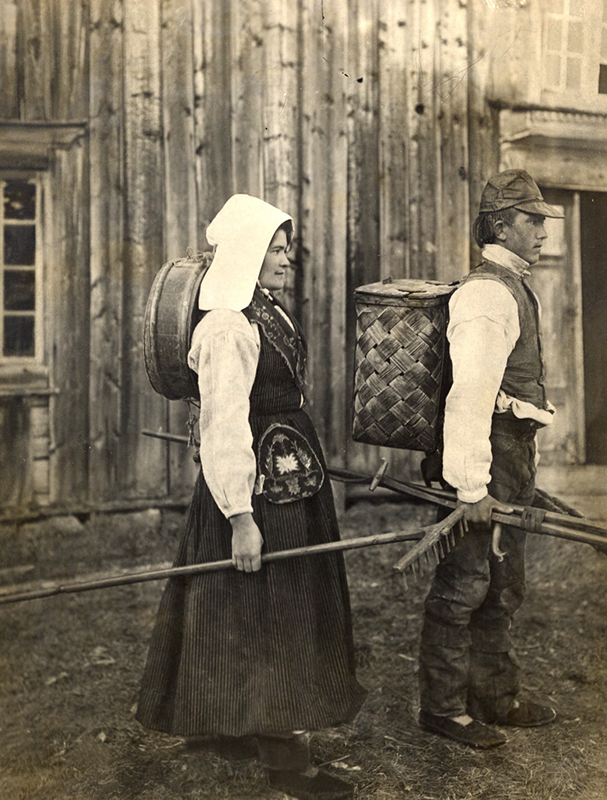
Ungt par på väg till myrslåttern. Jämtland 1900-1920.

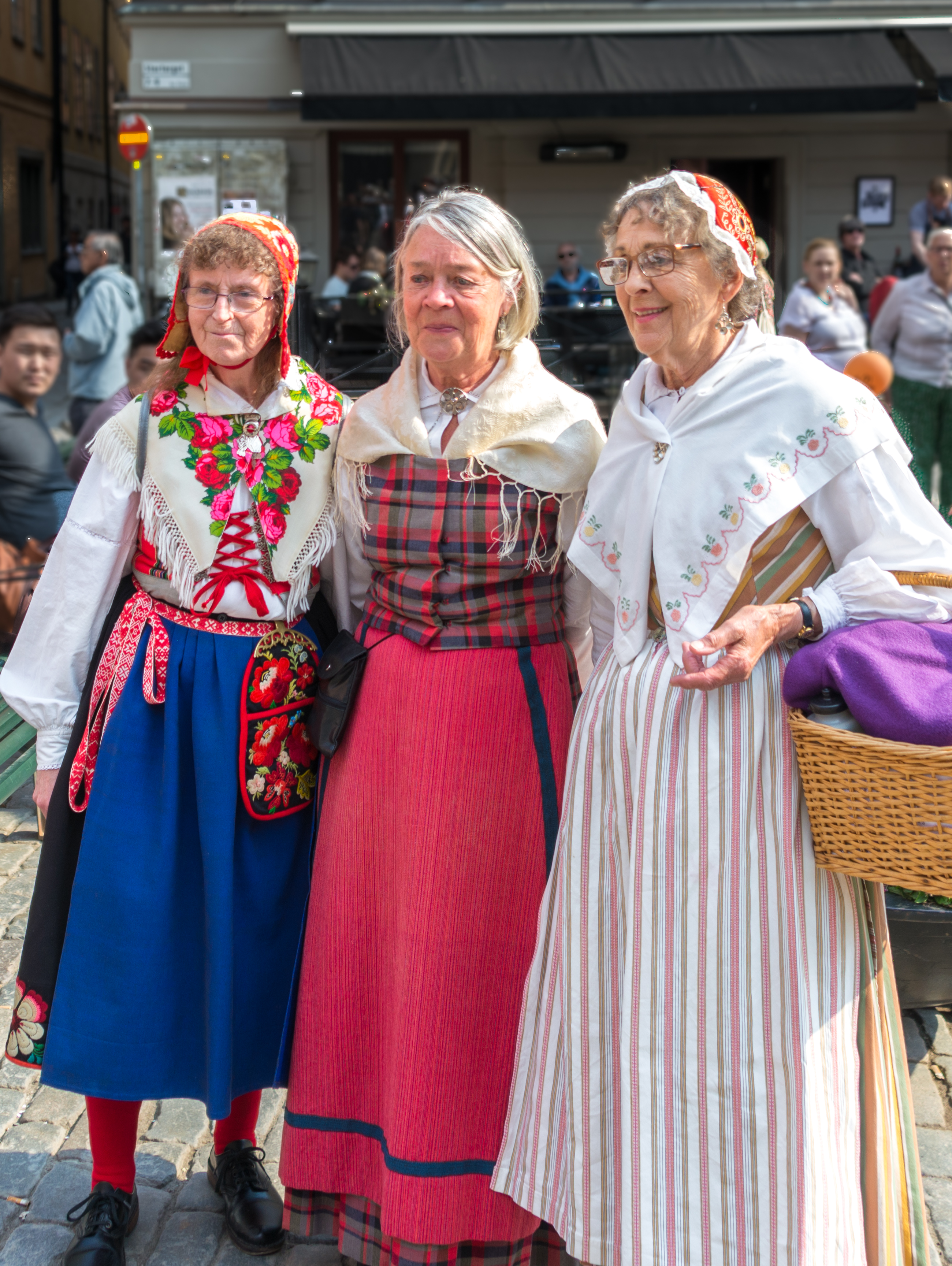
Svenska folkdräkter på Folkdansringens Dag på Stortorget i Gamla stan i Stockholm 2017.

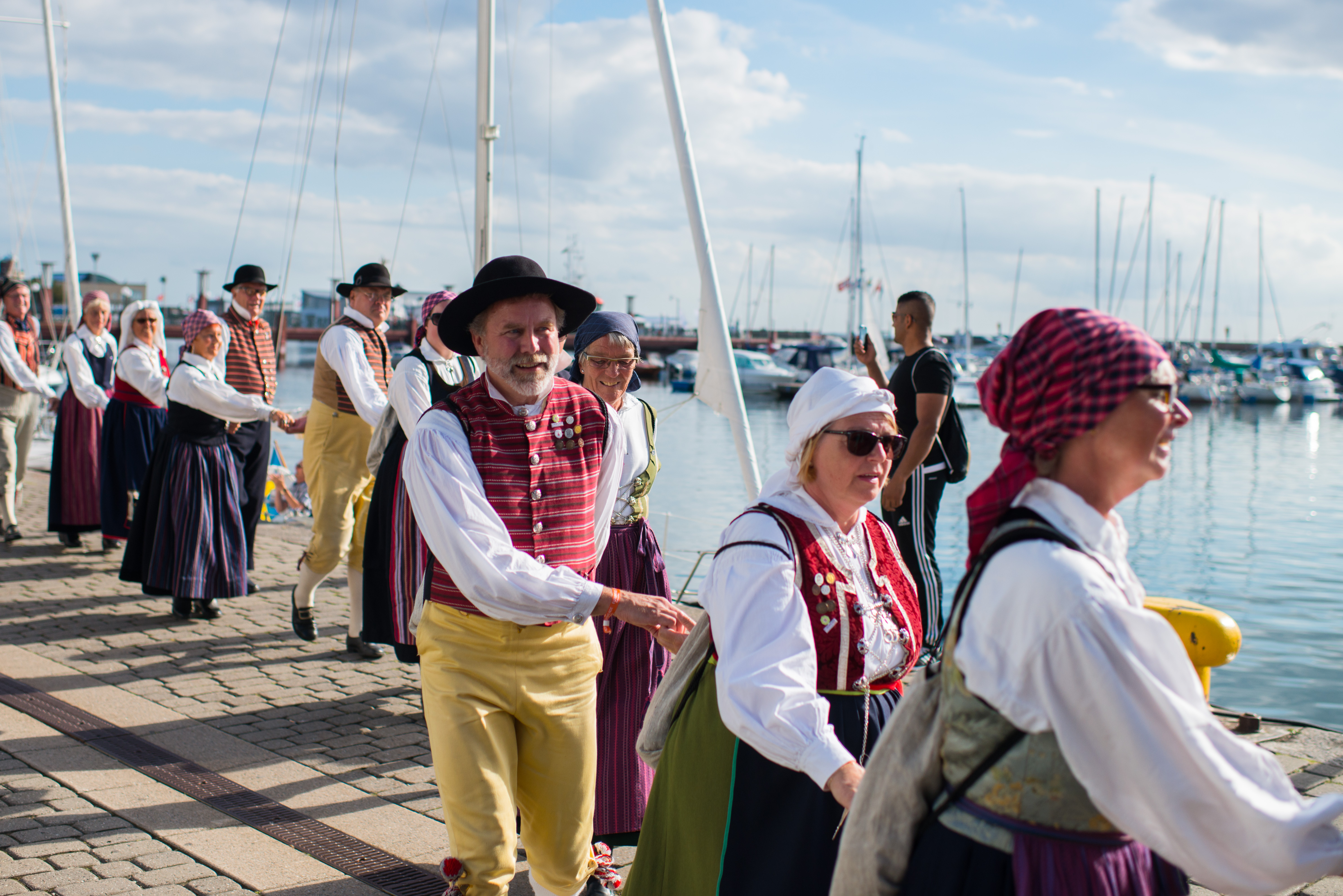
Dansare under Europeaden 2015 i Helsingborg.

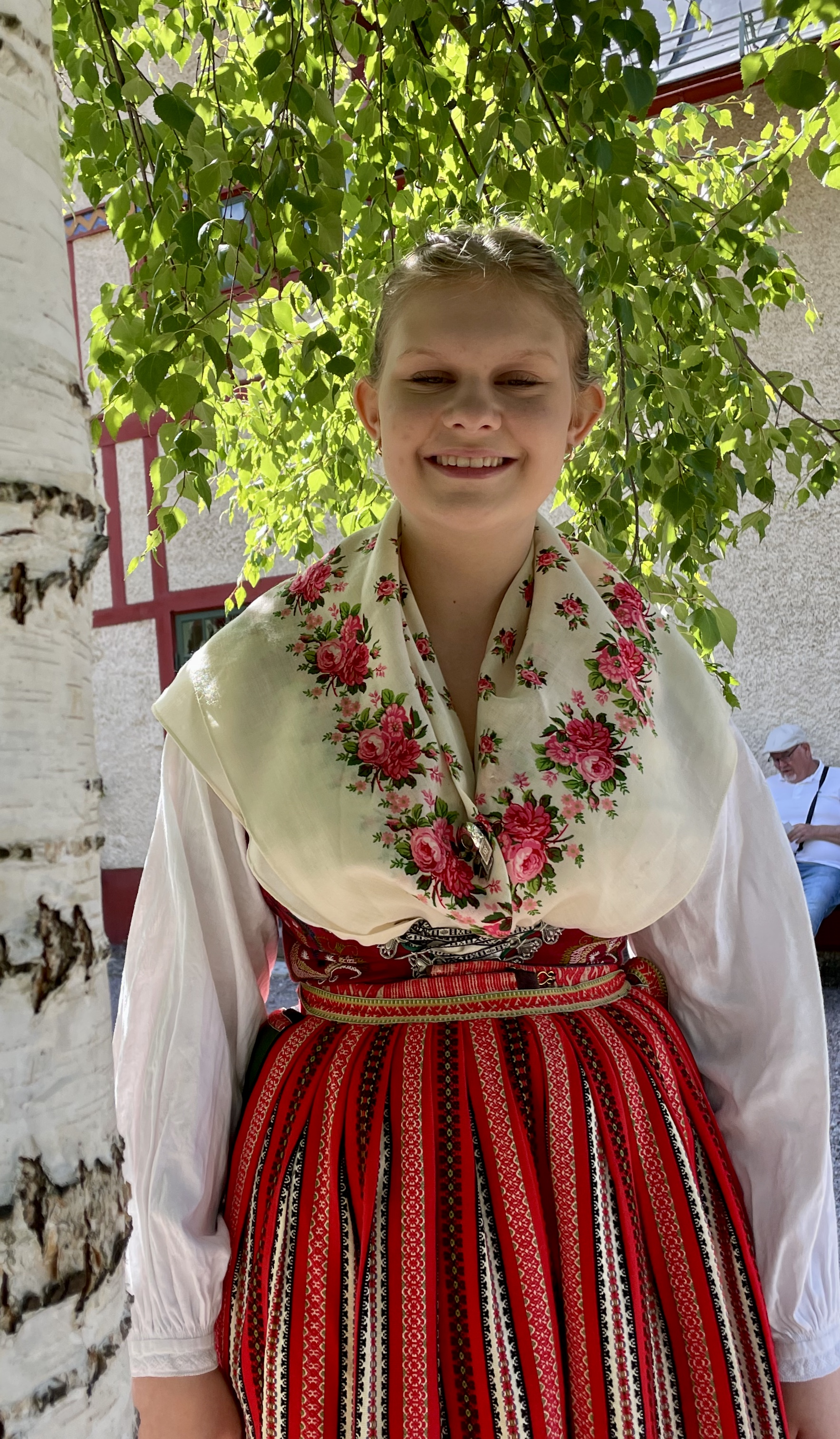
Leksandsdräkten.

Det finns drygt 840 svenska folkdräkter i Sverige, inklusive de samiska. Cirka 550 av dessa är kvinnodräkter och cirka 290 mansdräkter. Svenska folkdräkter är ursprungligen den svenska allmogens historiska klädsel som bars och varierades året runt före den industriella revolutionen. Vissa svenska dräkters detaljer ska varieras efter kyrkliga högtider enligt bygdens dräktalmanacka. Efter att bondesamhället börjat bära folkdräkt i mindre utsträckning, uppmärksammades klädseln från sent 1800-tal av societeten och började användas i festliga sammanhang som högtidsdräkt.
I vidare bemärkelse omfattar folkdräkter även bygdedräkter eller sockendräkter som skapats och komponerats senare med inspiration från folkdräkter och namngivits av en bygd eller socken. På 1960-talet fick folkdräkten ytterligare en renässans, och förekommer sedan dess åter som en fest- och högtidsdräkt.
Landskapsdräkt används som en synonym till den vidare definitionen av folkdräkt. Historiskt har inga dräkter representerat ett helt landskap, men i samband med hembygdsrörelsens framväxt i början av 1900-talet försökte man skapa folkdräkter för alla Sveriges olika delar. Man valde oftast trakter där inga sådana fanns bevarade, och återskapade dem på basis av landskapen, samt lät även vissa bevarade plagg från någon del av landskapet representera det som helhet.

## Indelningar
De svenska folkdräkterna delas ofta in i grupperna dokumenterad, rekonstruerad och komponerad dräkt. Rekonstruerade och komponerade dräkter kallas även bygdedräkter och sockendräkter:
- En dokumenterad dräkt har bevarade plagg från den tid då dessa användes traditionellt i ett visst område, det vill säga  fram till 1850-talet – före industrialismen. Brukarna av dräkterna var främst allmogen.

- En rekonstruerad dräkt är  en dräkt där man inte har hittat  original till alla plagg  De saknade plaggen har rekonstruerats från andra kläder från den förindustriella tiden med hjälp av kunskaper om bygdens kultur, foton, bilder, bouppteckningar eller  från dokumenterade  plagg från grannsocknar. Dessa dräkter blev vanliga på 1970-talet och en önskan att närma sig de dokumenterade dräkterna.

- Komponerade dräkter är en konstruerad dräkt från en plats där man inte funnit  dokumenterat dräktskick. Den komponerade dräkten har inga historiska förlagor men har skapats med folkdräkter som förebild. Plaggen som skapas kan delvis bygga på gamla plagg som man hittat i en bygd. Tygbitar från gamla rivna hus  kan ibland bli förebild för en kjol eller västrandning. Dessa skapades i samband med den nationalromantiska renässans folkdräkterna fick under sekelskiftet till 1900-talet. Typiska exempel är landskapsdräkterna och sverigedräkten.

I landskapen Skåne och Dalarna finns många dokumenterade dräkter. På 1920- och 1970-talet rekonstruerades och komponerades ett stort antal dräkter i många bygder i Sverige.
Idag används folkdräkten vid högtidligare tillfällen som Sveriges nationaldag, midsommar, dop, skolavslutningar och dansuppvisningar. Hur dräkten ser ut varierar från olika delar av Sverige. Kvinnodräkten består oftast av yllekjol, särk, förkläde, livstycke, och sjal samt huvudbonad (bindmössa, vitt huckle etc). I mansdräkten är knä- eller långbyxor i ylle eller skinn, skjorta, väst och som huvudbonad hatt, röd luva eller kaskett vanlig. Som ytterplagg finns jacka eller rock i ylletyg.

## Dräkter efter landskap
Det finns folkdräkter från alla Sveriges landskap. Dalarna har flest dräkter (97 dräkter), därefter kommer Halland (88 dräkter) och Jämtland (67 dräkter).

### Skåne
Huvudartikel: Folkdräkter från Skåne
Skåne har 44 dräkter, 23 kvinnliga och 21 manliga. 

### Blekinge
Huvudartikel: Folkdräkter från Blekinge.
Blekinge har 10 dräkter, 7 kvinnliga och 3 manliga. 

### Öland
Huvudartikel: Folkdräkter från Öland.
Öland har två dräkter, en kvinnlig och en manlig. 

### Gotland
Huvudartikel: Folkdräkter från Gotland
Gotland har 3 dräkter, två kvinnliga och en manlig.

### Småland
Huvudartikel: Folkdräkter från Småland
Småland har 44 dräkter, 31 kvinnliga och 12 manliga.

### Halland
Huvudartikel: Folkdräkter från Halland.
Halland har 88 dräkter, 66 kvinnodräkter och 22 mansdräkter.

### Bohuslän
Huvudartikel: Folkdräkter från Bohuslän
Bohuslän har 6 dräkter, 5 kvinnodräkter och en mansdräkt.

### Dalsland
Huvudartikel: Folkdräkter från Dalsland
Dalsland har 11 dräkter, 7 kvinnodräkter och 4 mansdräkter.

### Västergötland
Huvudartikel: Folkdräkter från Västergötland
Västergötland har 59 dräkter, 42 kvinnodräkter och 17 mansdräkter.

### Östergötland
Huvudartikel: Folkdräkter från Östergötland
Östergötland har 13 dräkter, 7 kvinnodräkter och 6 mansdräkter.

### Södermanland
Huvudartikel: Folkdräkter från Södermanland
Södermanland har 42 dräkter, 36 kvinnodräkter och 6 mandräkter.

### Uppland
Huvudartikel: Folkdräkter från Uppland
Uppland har 43 dräkter, 31 kvinnodräkter och 12 mansdräkter.

### Västmanland
Huvudartikel: Folkdräkter från Västmanland
Västmanland har 25 dräkter, 18 kvinnodräkter och 7 mansdräkter.

### Närke
Huvudartikel: Folkdräkter från Närke
Närke har 11 dräkter, 9 kvinnodräkter och 2 mansdräkter.

### Värmland
Huvudartikel: Folkdräkter från Värmland
Värmland har 70 dräkter, 40 kvinnodräkter och 30 mansdräkter.

### Dalarna
Huvudartikel: Folkdräkter från Dalarna
Dalarna har 97 dräkter, 48 kvinnodräkter och 47 mansdräkter.

### Härjedalen
Huvudartikel: Folkdräkter från Härjedalen
Härjedalen har 16 dräkter, 10 kvinnodräkter och 6 mansdräkter. Detta inkluderar två samedräkter, en kvinnodräkt och en mansdräkt. 

### Jämtland
Huvudartikel: Folkdräkter från Jämtland
Jämtland har 67 dräkter, 52 kvinnodräkter och 15 mansdräkter. Detta inkluderar två samiska dräkter, en kvinnodräkt och en mansdräkt.

### Gästrikland
Huvudartikel: Folkdräkter från Gästrikland
Gästrikland har 24 dräkter, 12 kvinnodräkter och 12 mansdräkter.

### Hälsingland
Huvudartikel: Folkdräkter från Hälsingland
Hälsingland har 65 dräkter, 36 kvinnodräkter och 29 mansdräkter.

### Medelpad
Huvudartikel: Folkdräkter från Medelpad
Medelpad har tre dräkter, en kvinnodräkt och två mansdräkter.

### Ångermanland
Huvudartikel: Folkdräkter från Ångermanland
Ångermanland har 37 dräkter, 30 kvinnodräkter och 7 mansdräkter.

### Västerbotten
Huvudartikel: Folkdräkter från Västerbotten
Västerbotten har 16 dräkter, 10 kvinnodräkter och 6 mansdräkter.

### Norrbotten
Huvudartikel: Folkdräkter från Norrbotten
Norrbotten har 8 dräkter, 5 kvinnodräkter och 3 mansdräkter. 

### Lappland
Huvudartikel: Folkdräkter från Lappland
Lappland har 39 dräkter, 22 kvinnodräkter och 17 mansdräkter. Detta inkluderar 16 samiska dräkter, åtta kvinnodräkter och åtta mansdräkter.

## Sverigedräkten

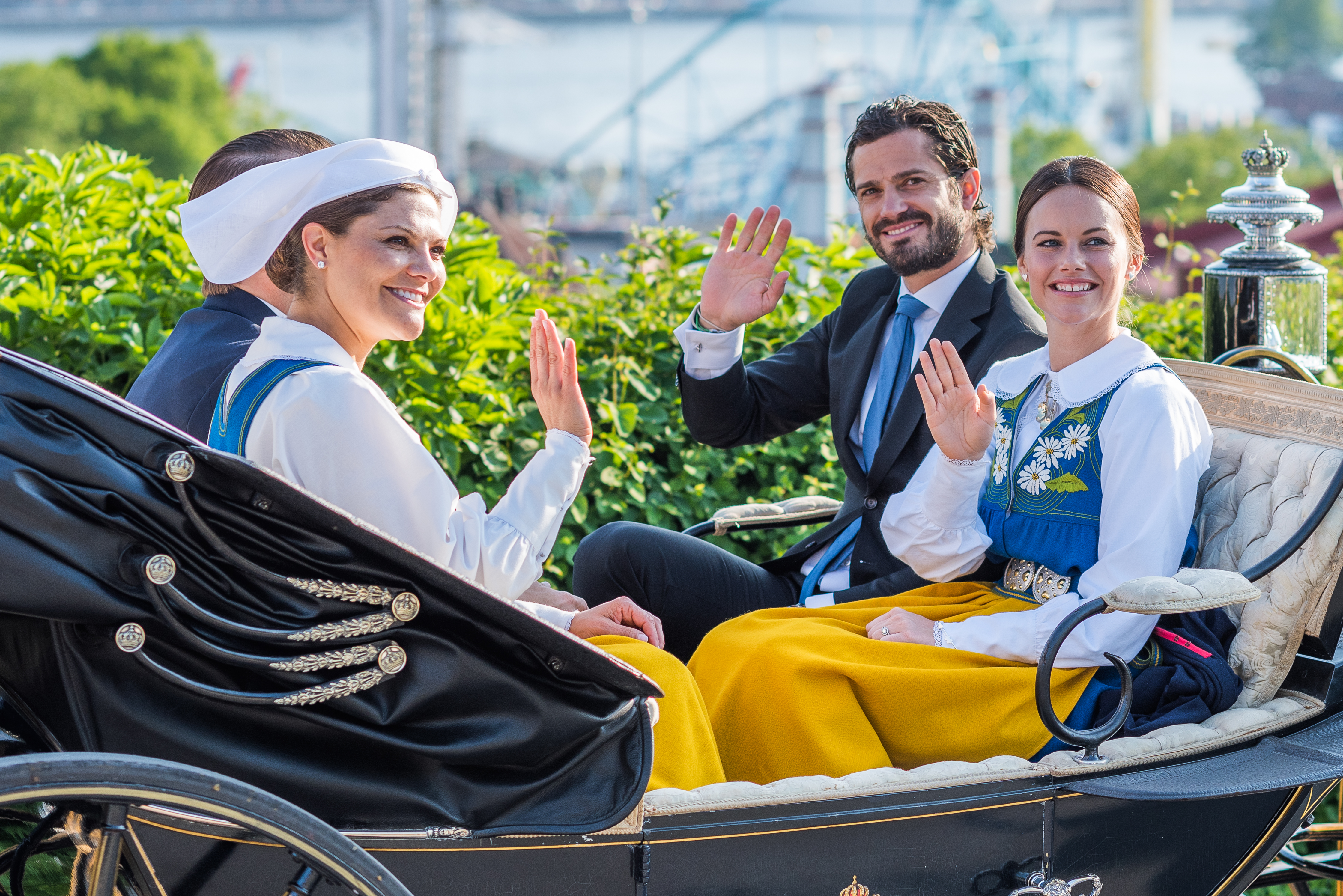
Kronprinsessan Victoria och prinsessan Sofia bär Sverigedräkten på nationaldagen 2015.

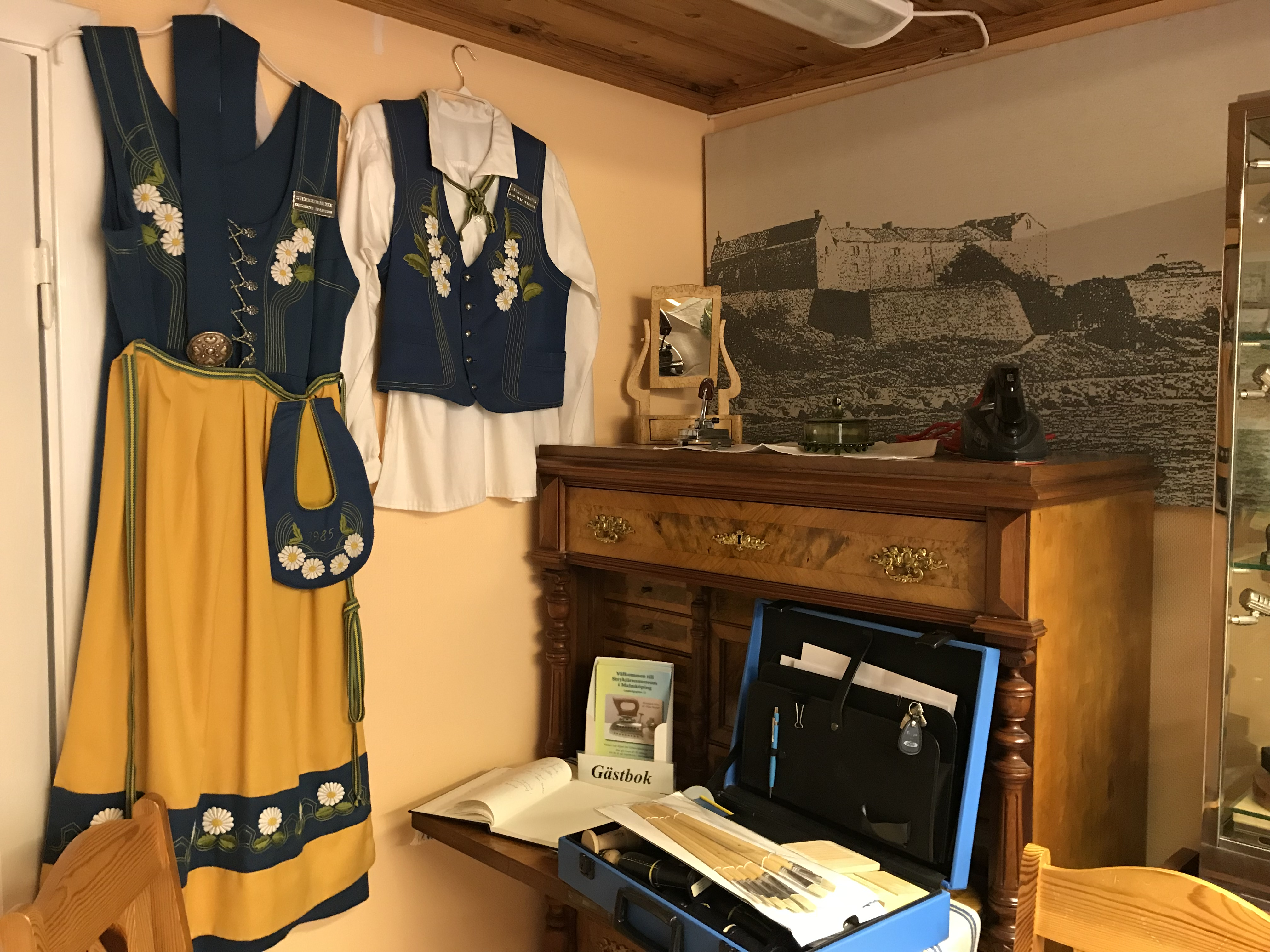
Sverigedräkter från 1985 utställda i Strykjärnsmuseum i Malmköpings lokaler, där Sverigedräkter HB tillverkade sverigedräkter 1984-2009.

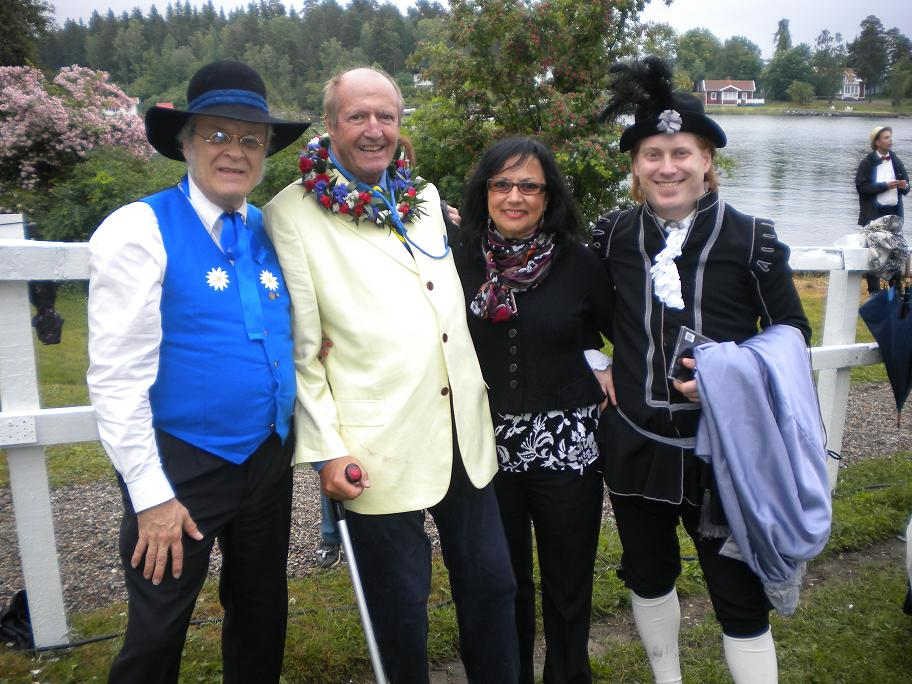
Mansversionerna av Sverigedräkten (vänster) och Nationella dräkten (höger).

Sverigedräkten, eller den allmänna Svenska Nationaldräkten, har länge varit en nationaldräkt. År 1902, i den framväxande nationalromantikens tid, grundades Svenska Kvinnliga Nationaldräktsföreningen av Märta Jörgensen i Falun. Föreningen verkade för en frigörelse från ”utländska modens herravälde” och medlemmarna uppmanades bära folkdräkter. Jörgensen hade arbetat år 1900 som trädgårdspiga på Tullgarns slott där kronprinsessan Victoria av Baden förespråkade folkdräkter. Det blev högsta mode att bära folkdräkt och Victoria bar gärna Ölandsdräkten när hon var på Solliden, och på Tullgarn bars en version av Vingåkersdräkten.
Dräkten kallas i våra dagar allmänt för sverigedräkten, men heter egentligen ”Svenska kvinnliga nationaldräktsföreningens festdräkt”. Den har en högtidsdräkt med blå kjol med ett gult förkläde samt ett blått eller rött livstycke med motiv av prästkragar, inspirerat av de starka folkliga färgerna. Den gula och blå färgen kom från sekelskiftets (1900) svenska flagga, som då var av ull, och inte kunde färgas i dagens starka färger. I båda färgkombinationerna finns även två olika varianter, det vill säga fyra olika dräkter togs fram. Även en vardagsdräkt komponerades med i mörkare blått och med randigt förkläde, men inget sådant bevarat är känt utom på en gammal svartvit bild ur tidningen Idun 1909, där Märta Jörgensen själv beskriver dräkten och historien.
Dräkterna föll i glömska under andra världskriget och inte förrän i mitten av 1970-talet fick Nordiska museet se ett exemplar av dräkten, då av okänt ursprung, från en kvinna i Leksand. En efterlysning publicerades av Bo Skräddare i tidningen Land och man fick in flera exemplar av dräkten. I samrådan med tidningens läsare framtogs sedan en mansdräkt i samma stil och tidsprägel.
Sverigedräkten blev i sin mest kända utformning, i främst gult, blått, svart och vitt, officiell nationaldräkt 1983 på svenska flaggans dag, som senare blev nationaldag. Den bärs i nutid av kungliga damer vid några officiella tillfällen och representerar således hela landet. Den finns även för herrar i samma färger, men den versionen används inte lika ofta i offentliga sammanhang. Båda kvinno- och mansdräkten används ibland vid privata högtidligheter.

## Samiska dräkter
De samiska dräkterna  används av många samer idag som högtidsdräkter. 
Det finns 20 samiska dräkter från olika delar av Sverige, tio kvinnodräkter och tio mansdräkter.

## Den svenska folkdräktens historia

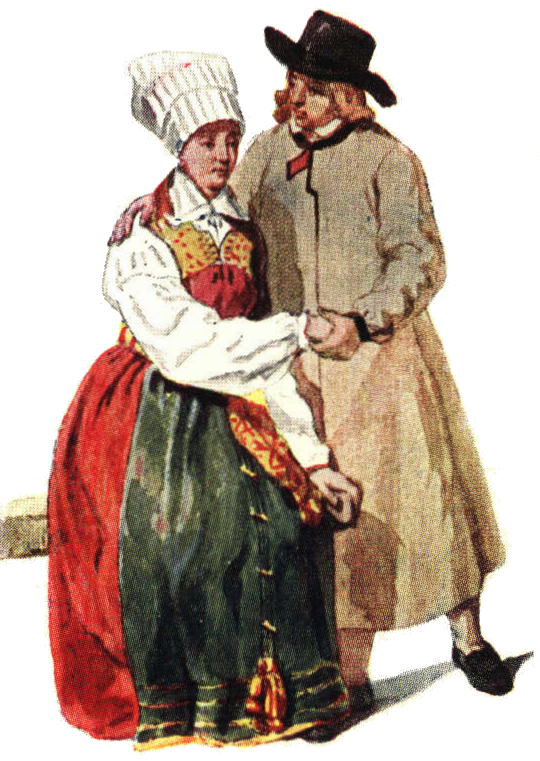
Västra Vingåkers folkdräkt.

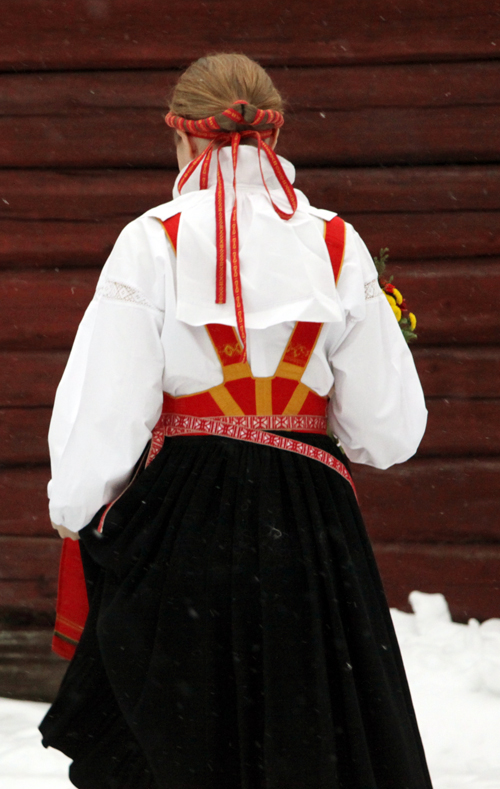
Kvinna i Sollerödräkten med oppombindning.

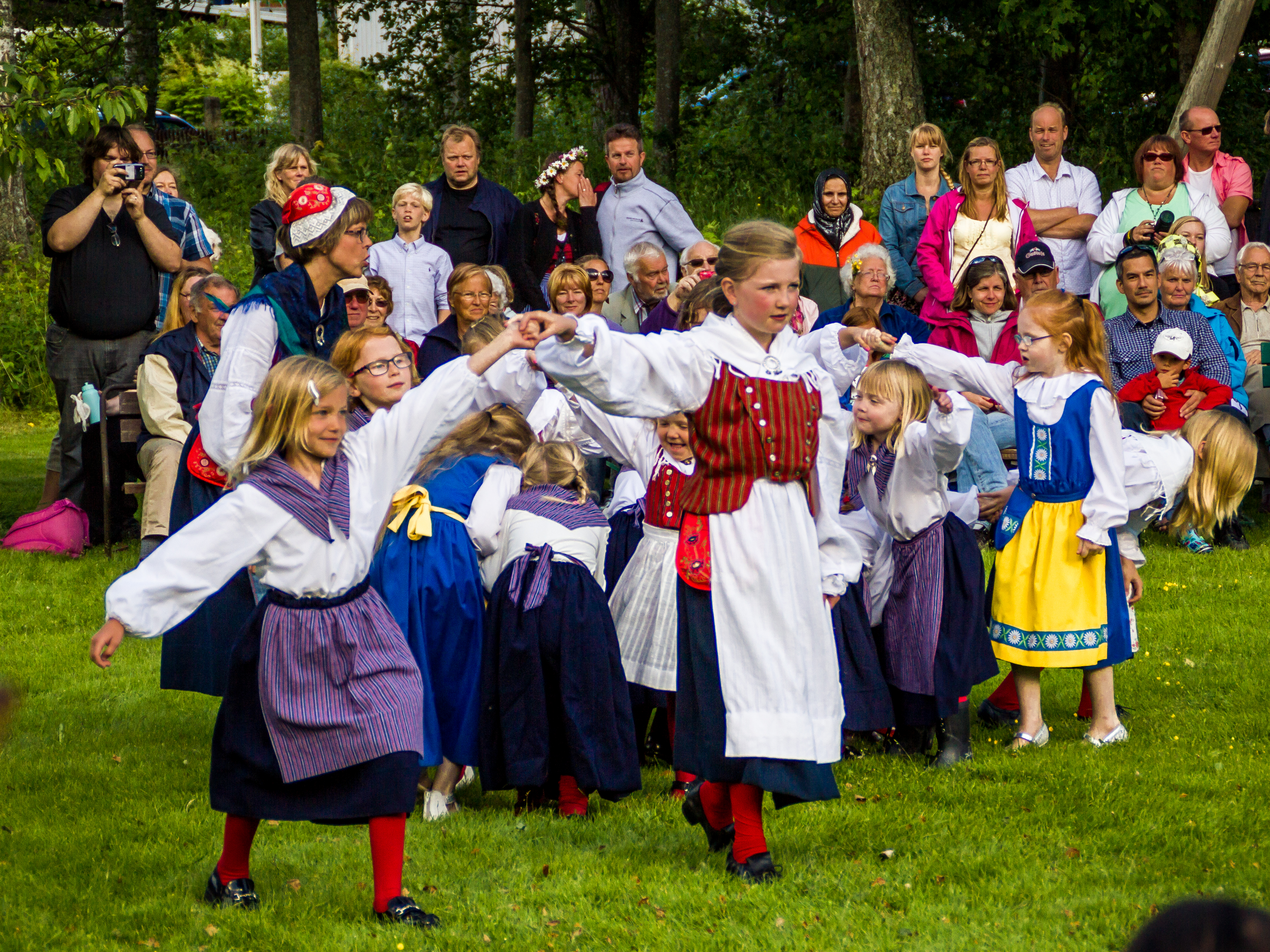
Folkdansande barn på Lilla midsommar i Säter 2014.

### Folklig dräkt i bondesamhället
Av de fyra stånden (adel, präster, borgare och bönder) i det medeltida Sverige räknades bönderna till allmogen. Allmogen utgjorde över 90 procent av Sveriges befolkning och bodde utspridda i olika bygder med olika förutsättningar till kommunikationer och produktion. Vid utformningen av klädseln kunde allmogen främst använda sig av de material man hade tillgång till lokalt. Dessa var vanligtvis ull, lin och skinn. Köpetyger som silke var dyrt och förekom i liten utsträckning i en del bygder med bättre kommunikationer, även om kläde importerats och köpts av allmogen redan i slutet av medeltiden, och kattun (tryckt bomullstyg) började förekomma redan på 1600-talet, och blev vanligare bland de finare plaggen redan på 1700-talet. Ett antal överflödsförordningar som förbjöd bönderna att använda vissa klädesplagg och material (däribland siden) förstärkte skillnaderna. Vanligt var även att kyrkan ingrep och på egen hand införde mer omfattande regler. Exempelvis förbjöds pigor i Torsö socken 1706 att bära kulörta band i sina mössor. 1778 påbjöds vid sockenstämma i Essunga socken att böndernas jackor skulle vara av vit vadmal, efter modell av arméjackorna.
Dräkten bars året om och utformningen av plagg och detaljer varierade med årstider och kyrkoårets veckor samt högtider. En dräkt för allmogen var en dyr investering och tog lång tid att tillverka. Materialet skulle tillverkas innan sömnaden kunde påbörjas. Dräkternas utveckling blev därför tämligen stagnerad.
Därmed inte sagt att dräkterna blev oförändrade över tid. Oftast kände allmogen väl till modetrenderna bland socknarnas högre stånd och bland stadsborna i närmaste stad man besökte vid marknader, och detaljer som livets skärning, kjolvidd, kragens utformning med mera kunde ändras mycket snabbt då modet svängde.

### Folkdräkten i societeten
När utvecklingen i Sverige tog fart under 1800-talet lades folkdräkterna åt sidan till förmån för fabrikssydda kläder; även förbättrade kommunikationer skyndade på processen. En känsla av frigörelse och självhävdelse likaså; folkdräkten ansågs som en symbol för det gamla bondeståndet. Vissa bygder behöll dock äldre klädesseder långt in på 1900-talet.
Ute i Europa florerade nationalromantiken och societeten i Sverige fick upp ögonen för folkdräkter (nationaldräkter kallade), inte minst bland studenterna vid Lunds och Uppsala universitet, där kostymfester anordnades av studentnationerna. På många andra platser i landet uppmärksammades folkdräkten ur ett nationalromantiskt perspektiv, vilket kulminerade under sekelskiftet till 1900-talet. Kung Oscar II ska ha uttryckt besvär över spektaklet vid badplatsen på Särö, där de flesta societetsgäster bar daladräkter. Detta spektakel bidrog även till att dräkten lades undan i hembygden.
Knäbyxor i stil med folkdräktens blev ett modefenomen runt sekelskiftet. Till exempel har August Strindberg och Gustaf VI Adolf burit knäbyxor, även en del riksdagsmän tog upp modet.

### Folkdräktens renässans
Ur nationalromantiken växte också ett intresse för att bevara klädessederna, inte minst bland landets konstnärer. Många reste runt i landet omkring sekelskiftet för att avbilda de folkdräkter som ännu var i bruk, främst i Dalarna. Till dessa hörde dalkarlen Anders Zorn.
Under 1900-talet har intresset för att bära folkdräkt gått i vågor. Under decennierna runt sekelskiftet 1800-1900 sökte hembygdsföreningar runtom i landet efter bevarade klädesplagg, i första hand från 1800-talet, samt uppgifter om hur dräkterna burits i bygden. Detta gav föreningarna ett underlag i arbetet med att återskapa dräkter som fallit i glömska. I vissa bygder var sådant material sparsamt eller saknades helt, varpå en näst intill helt ny dräkt komponerades för bygden. I vissa geografiska områden fanns fortfarande framför allt äldre som bar dräkt enligt gammalt dräktskick. Under 1970-talet kom en ny våg av intresse kring folkdräkt och många dräkter moderniserades, till exempel kortades kjolar enligt tidens mode.
I våra dagar är folkdräkten en festdräkt som nollställer sin bärare från allt vad social status heter. Den bärs främst i spelmanslag och folkdanslag men även i andra privata kretsar och vid högtider. Förutom sverigedräkten bär kvinnliga medlemmar av svenska kungafamiljen ibland olika sorters folkdräkter vid särskilda tillfällen, och en officiell gåva till brudparet vid bröllopet mellan kronprinsessan Victoria och Daniel Westling var folkdräkter från Ockelbo.

### Folkdräkter i politisk samhällsdebatt
Under 2000-talet har bärande av folkdräkt även börjat uppfattas som en politisk, nationalistisk symbolmarkering i vissa kretsar och sammanhang och har bland annat kommit att bli en debattfråga från olika aspekter, bland annat i förhållande till de nationalistiskt präglade Sverigedemokraterna.

### Könsneutral folkdräkt
Sedan 2010-talet har behovet av en könsneutral kolt lyfts i olika sammanhang.
Konstnären och folkmusikern Fredy Clue har tillsammans med illustratören och textildesignern Ida Björs tagit fram en ickebinär folkdräkt, Bäckadräkten. Den dräkten går i transflaggans färger och består bland annat av knäbyxa och kjol, livstycke och väst, samt en typ av kilmössa. Bäckadräkten ställdes ut på Textilmuseet i Borås sommaren 2022.

## Galleri

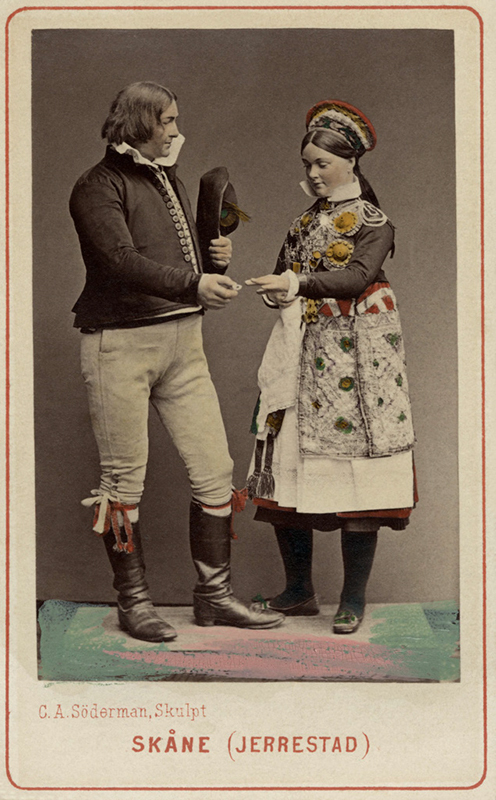
Man och kvinna i folkdräkter från Järrestad, Skåne 1873.
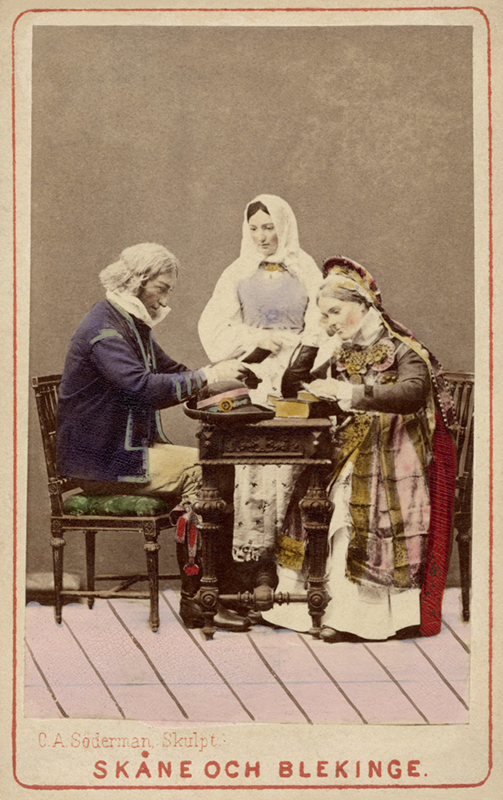
Man och två kvinnor i folkdräkter från Skåne och Blekinge sitter vid bord, 1867.
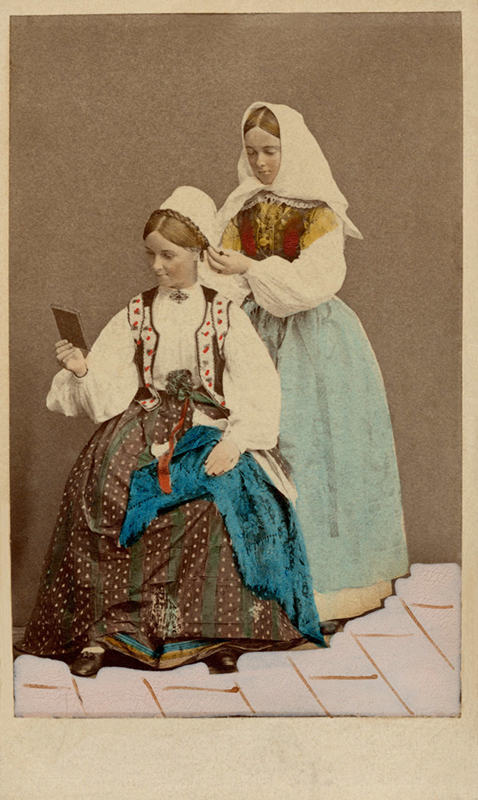
Två kvinnor i folkdräkter från Blekinge, 1867.
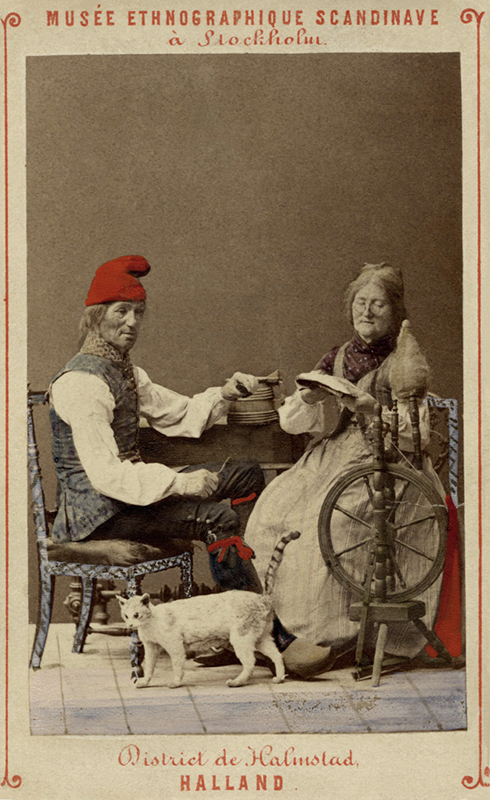
En man och kvinna i dräkter från Halmstad, Halland.
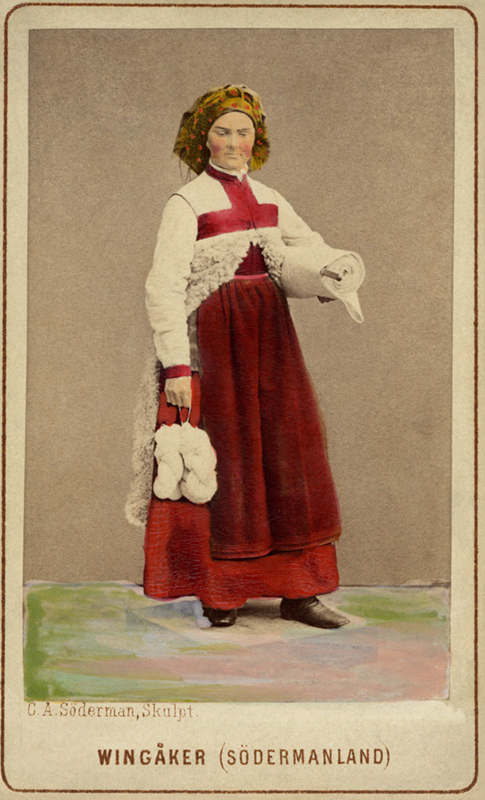
Kvinna i folkdräkt från Vingåker, Södermanland 1873.
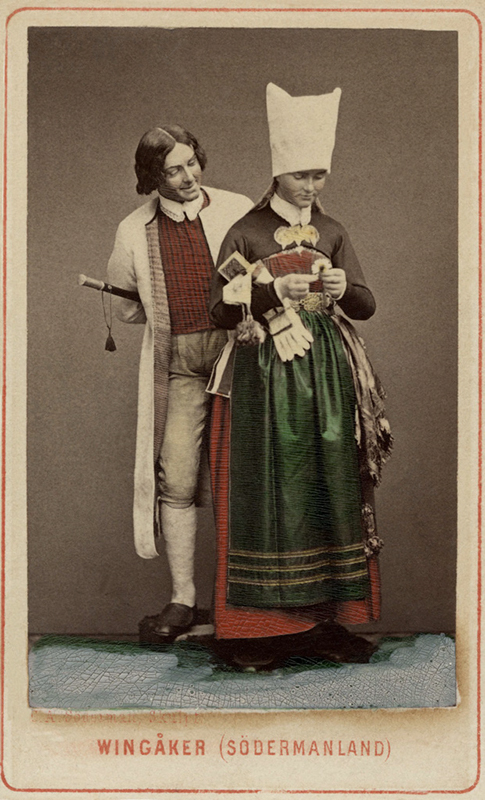
Man och kvinna i dräkter från Vingåker, Södermanland 1873.
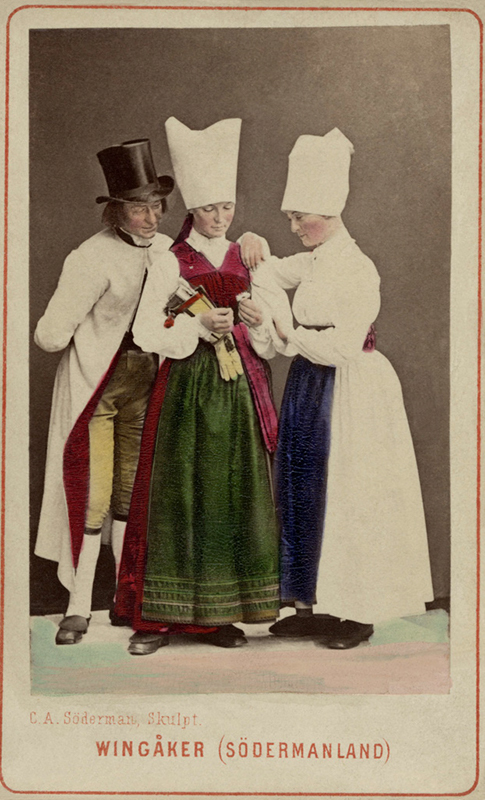
Man och kvinnor i dräkter från Vingåker, Södermanland 1873.
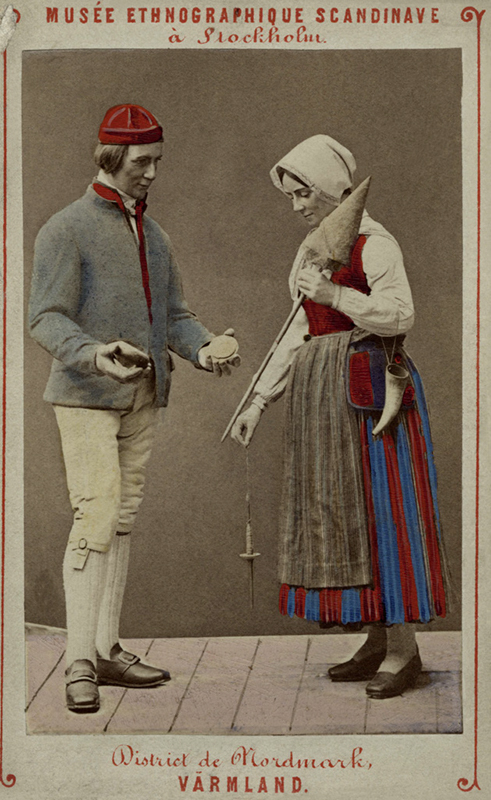
Man och kvinna i sockendräkter från Nordmark, Värmland.
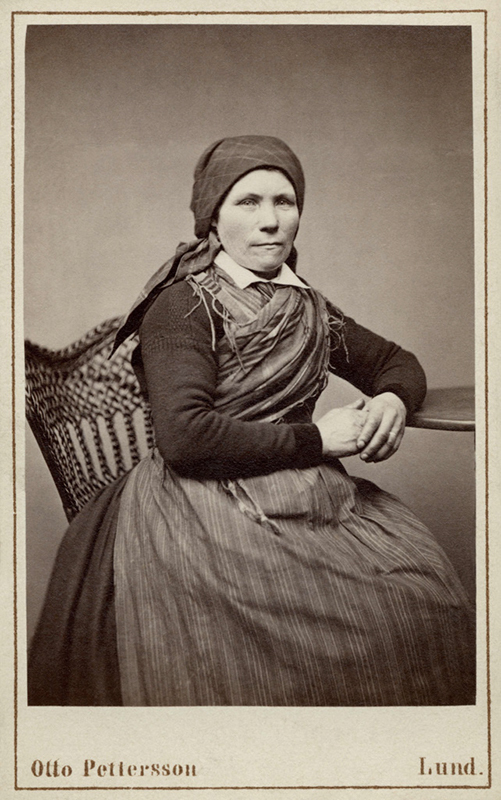
Löddeköpinge, Harjagers härad i Skåne.
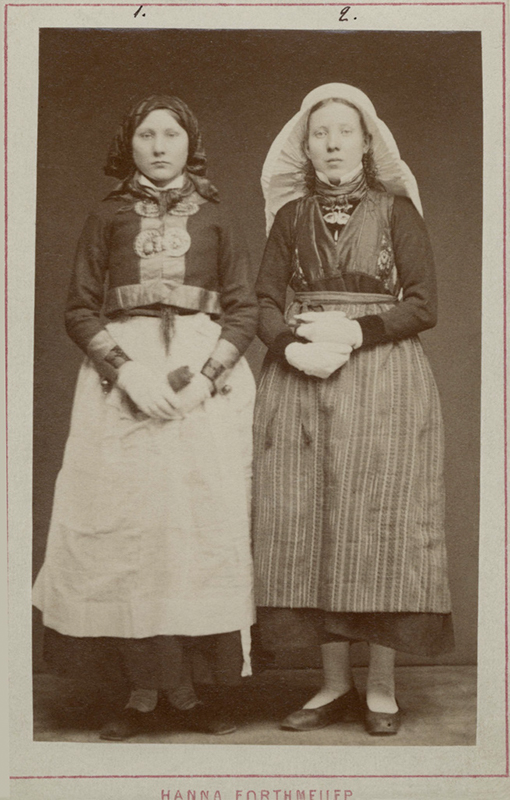
Bondflicka och bondkvinna från Harjagers härad, Skåne.
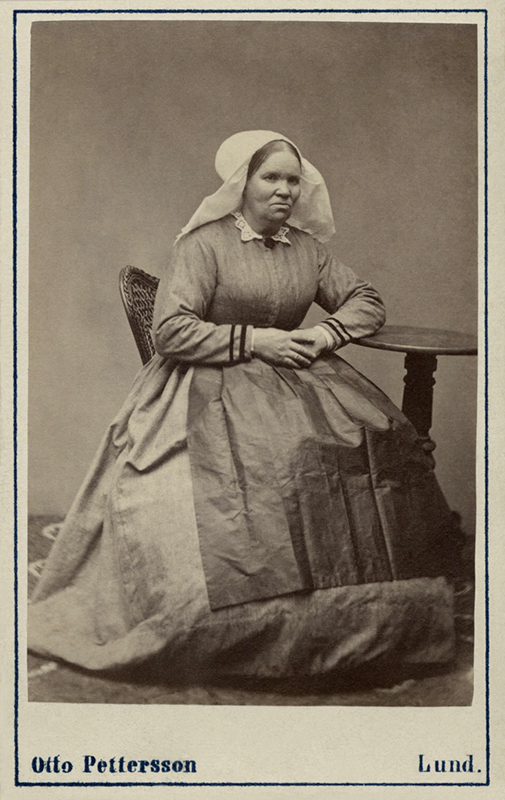
Saxtorp, Harjagers härad i Skåne.
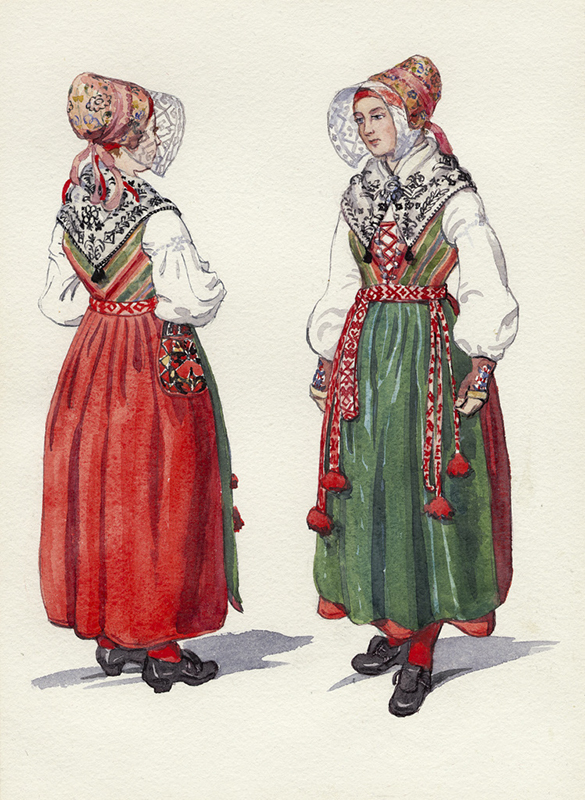
Folkdräkt, kvinnodräkt från Åls socken i Dalarna.